# Scatophila compta
Scatophila compta är en tvåvingeart som först beskrevs av Alexander Henry Haliday 1833.  Scatophila compta ingår i släktet Scatophila och familjen vattenflugor. Inga underarter finns listade i Catalogue of Life.